# Poison Heart
Poison Heart è un singolo della band punk Ramones. È stato pubblicato nell'album Mondo Bizarro del 1992. Ha raggiunto la posizione numero 6 nella Billboard Modern Rock Tracks.

## Storia
La canzone, composta da Dee Dee Ramone e da Daniel Rey narra di un bambino indifeso che si trova costretto a vivere in questo mondo terrestre, dove gli uomini hanno un cuore avvelenato perché la loro anima è alimentata da idee malvagie e cattive e dove il pericolo è dietro ogni angolo:
(Dee Dee Ramone - Daniel Rey)
Lui chiede solo di poterne uscire, perché sa già che tutti gli uomini hanno il cuore avvelenato e non potrà esserci rimedio a questo:
(Dee Dee Ramone - Daniel Rey)

## Video
Il video mostra un bambino che viene trascinato controvoglia in un cimitero da un uomo che cerca d'istruirlo, imponendogli l'ascolto della lettura di un suo libro.
Questo cimitero è abitato da uomini malvagi che riescono a far passare con mezzi subdoli il bambino dalla loro parte malvagia, adita a compiere azioni cattive.
I Ramones s'intravedono mentre suonano nel sottosuolo cittadino.

## Nella cultura di massa
- La canzone è presente nella colonna sonora del film Cimitero vivente 2[3].
- Gli HIM hanno realizzato una cover di Poison Heart che è stata inserita come traccia bonus dell'edizione giapponese dell'album Dark Light.

## Formazione
- Joey Ramone - voce
- Marky Ramone - batteria
- C.J. Ramone - basso
- Johnny Ramone - chitarra